# فرانك ديفين
فرانك ديفين (بالإنجليزية: Frank Devine)‏ هو صحفي نيوزلندي وأسترالي، ولد في 17 ديسمبر 1931 في بلنهيم في نيوزيلندا، وتوفي في 3 يوليو 2009.